# Друга битва в Яванському морі
Другий бій в Яванському морі — морський бій 1 березня 1942 року під час операції в Голландській Ост-Індії між з'єднанням японського Імператорської флоту і об'єднаної англо-американської ескадрою. Завершилося повним знищенням союзної ескадри.

## Передісторія
У лютому 1942 року японське командування приступило до операції із захоплення островів Ява і Суматра, розгорнувши для цього потужну військово-морське угруповання. Об'єднане командування союзних військ ухвалило рішення вчинити опір силами союзного флоту під командуванням голландського контр-адмірала Карела Доормана. Це призвело до ряду морських боїв з японцями. Вирішальна битва сталася 27 лютого 1941 року (битва в Яванському морі). Втративши половину кораблів, союзна ескадра, розділившись на дві частини, спробувала покинути район бойових дій. Американський важкий крейсер «Х'юстон» і австралійський легкий крейсер «Перт» 28 лютого спробували прорватися в Індійський океан на північ від Яви, натрапили на японський конвой і були потоплені в бою в Зондській протоці. Друга група на чолі з пошкодженим англійським крейсером «Ексетер» вирушила із Сурабаї на наступний день. Крейсер вийшов у море вночі 28 лютого 1942 року в супроводі двох есмінців: англійського «Енкаунтер» і американського «Поуп».

## Бій
Швидкість «Ексетера» через пошкодження не перевищувала 23 вузлів. Перед світанком ескадра зустріла невеликий японський конвой з двох транспортів і есмінця, але не стала атакувати, побоюючись привернути увагу великих сил противника, тим більше, що інструкція командування вимагала уникати боїв. Вранці 1 березня союзні кораблі зустрілися з двома японськими загонами. З південного заходу його почав переслідувати загін контр-адмірала Такагі (важкі крейсери «Наті» і «Хагуро», есмінці «Ямакадзе» і «Кавакадзе»), а з північного заходу атакував загін віце-адмірала Такахасі (важкі крейсери «Асігара» і «Мьоко», есмінці «Акебоно», «Інадзума»).
О 10:20 «Асігара» і «Мьоко» з дистанції 124 каб. відкрили вогонь лівим бортом. Есмінці спробували прикрити «Ексетер» димовою завісою. У англійського крейсера була пошкоджена система управління стрільбою, тому залпи лягали далеко від цілі. Японські кораблі, навпаки стріляли точніше, завдяки коригуванню з гідролітаків. Есмінці союзників, намагаючись збити прицільну стрілянину противника, поставили димову завісу. У районі 11:00 «Ексетер» випустив торпеди в сторону «Мьоко» і «Асігара», але дистанція була занадто великою і торпеди в ціль не потрапили. З правого борту союзні кораблі були безрезультатно атаковані есмінцями.

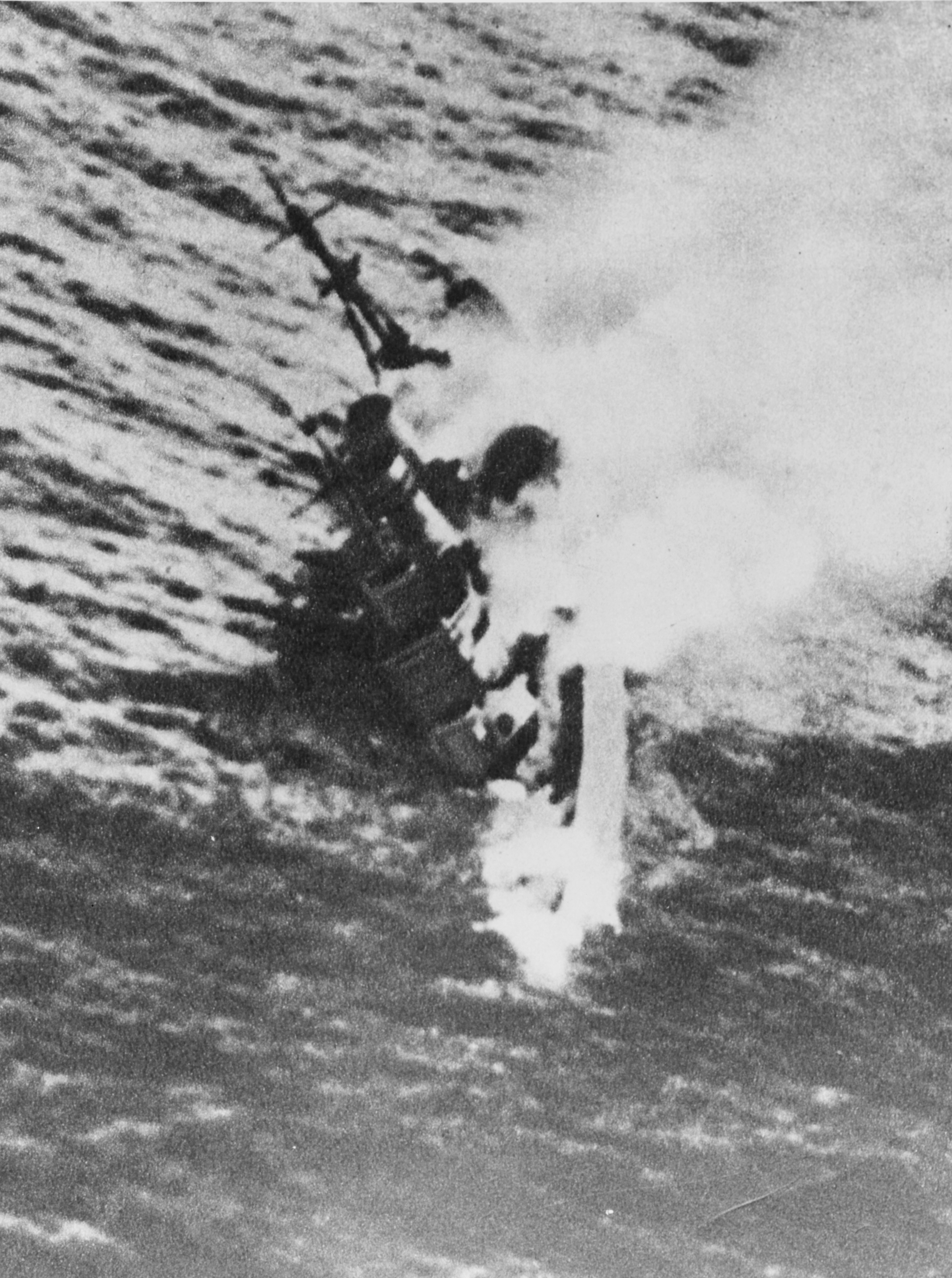
Важкий крейсер «Ексетер»

Об 11:15 до бою приєдналася друга група японських крейсерів. Об 11:20 «Ексетер» отримав потрапляння 203-мм снаряда, що потрапив в носове котельне відділення. Незабаром крейсер повністю втратив енергію, вийшли з ладу всі системи управління стрільбою і подача боєзапасу, швидкість стала швидко падати. Не маючи можливості допомогти йому, обидва есмінці спробували врятуватися самостійно. Командир англійського крейсера наказав покинути корабель. Під час евакуації екіпажу в крейсер потрапила японська торпеда з есмінця «Інадзума». «Ексетер» перекинувся і затонув.
Об 11:35 фатальне попадання отримав і «Енкаунтер», який екіпажу довелося залишити. Есмінець затонув о 12:05. «Поуп» спробував сховатися в дощовому шквалі, але близько полудня був виявлений гідролітаком. О 13:30 в небі з'явилися 6 пікіруючих бомбардувальників з авіаносця «Рюдзьо». Одна з бомб вибухнула у воді навпроти торпедного апарата № 4 і обшивка корабля не витримала. Вийшов з ладу лівий гребний вал, багато відсіків заповнилися водою. Ліва турбіна тут же стала сильно вібрувати і її довелося зупинити. Незважаючи на всі зусилля аварійних партій, вода швидко прибувала. Команда покинула корабель, який був добитий артилерією важких крейсерів. Рятуванням екіпажів кораблів зайнявся есмінець «Інадзума», який спочатку підняв з води 376 чоловік з екіпажів «Ексетер» і «Енканутер», а на наступний день вранці ще 151 чоловік з команди американського есмінця.
У ході бою 4 японські крейсери типу випустили 1459 203-мм снарядів, з них «Мьоко» і «Асігара» — 1171. «Наті» і «Хагуро» випустили відповідно 170 і 118 снарядів головного калібру. Крейсери також випустили 24 торпеди типу 93: «Мьоко» і «Асігара» — по вісім, решта — по чотири, але всі вони пройшли повз.
Загибель загону ознаменувало остаточну перемогу японського флоту в боях за голландські колонії. Після цього, висаджені на японські війська швидко окупували всі острови.
Таким чином, союзники втратили 1 важкий крейсер та 2 есмінці, японці втрат не мали.